# Platycheirus luteipennis
Platycheirus luteipennis är en tvåvingeart som först beskrevs av Charles Howard Curran 1925.  Platycheirus luteipennis ingår i släktet fotblomflugor, och familjen blomflugor. Inga underarter finns listade i Catalogue of Life.